# Zampa degli insetti
Le zampe, negli Insetti, sono appendici articolate del torace deputate in genere alla locomozione terrestre ma, in diversi casi, adattate a svolgere altre funzioni, come accessorie o alternative o sessuali.

## Morfologia

### Presenza e numero delle zampe
Nella generalità degli Insetti è presente una coppia di zampe per ogni segmento toracico, dette, rispettivamente, zampe anteriori o protoraciche, medie o mesotoraciche, posteriori o metatoraciche. Questo carattere è condiviso con tutti gli Artropodi della superclasse Hexapoda e, quindi, anche con i Collemboli, i Dipluri ed i Proturi.
Il numero delle zampe può ridursi come adattamento secondario, come avviene ad esempio nei Lepidotteri Ninfalidi per forte riduzione delle zampe protoraciche, oppure scomparire del tutto, come avviene ad esempio nelle forme adulte degli insetti catametaboli (femmine dei Rincoti Coccidi, femmine degli Strepsitteri, ecc.). In altri casi, pur essendo presenti, le zampe mostrano adattamenti morfologici tali da perdere la loro primitiva funzione per svolgerne altre.
La presenza di tre coppie di zampe toraciche si rileva anche nelle forme giovanili degli eterometaboli, degli pseudoametaboli e degli ametaboli. Negli olometaboli sono presenti in alcuni tipi di larve (larve campodeiformi, onisciformi, ecc.).
Nella generalità delle larve polipode, tipiche dei Lepidotteri, dei Mecotteri e in alcuni raggruppamenti di Hymenoptera (Tentredinidi), sono presenti anche organi di locomozione addominali, detti pseudozampe. In altre forme larvali, invece, le zampe possono essere atrofiche o del tutto assenti (larve cirtosomatiche, larve apode, ecc.).

### Struttura morfologica

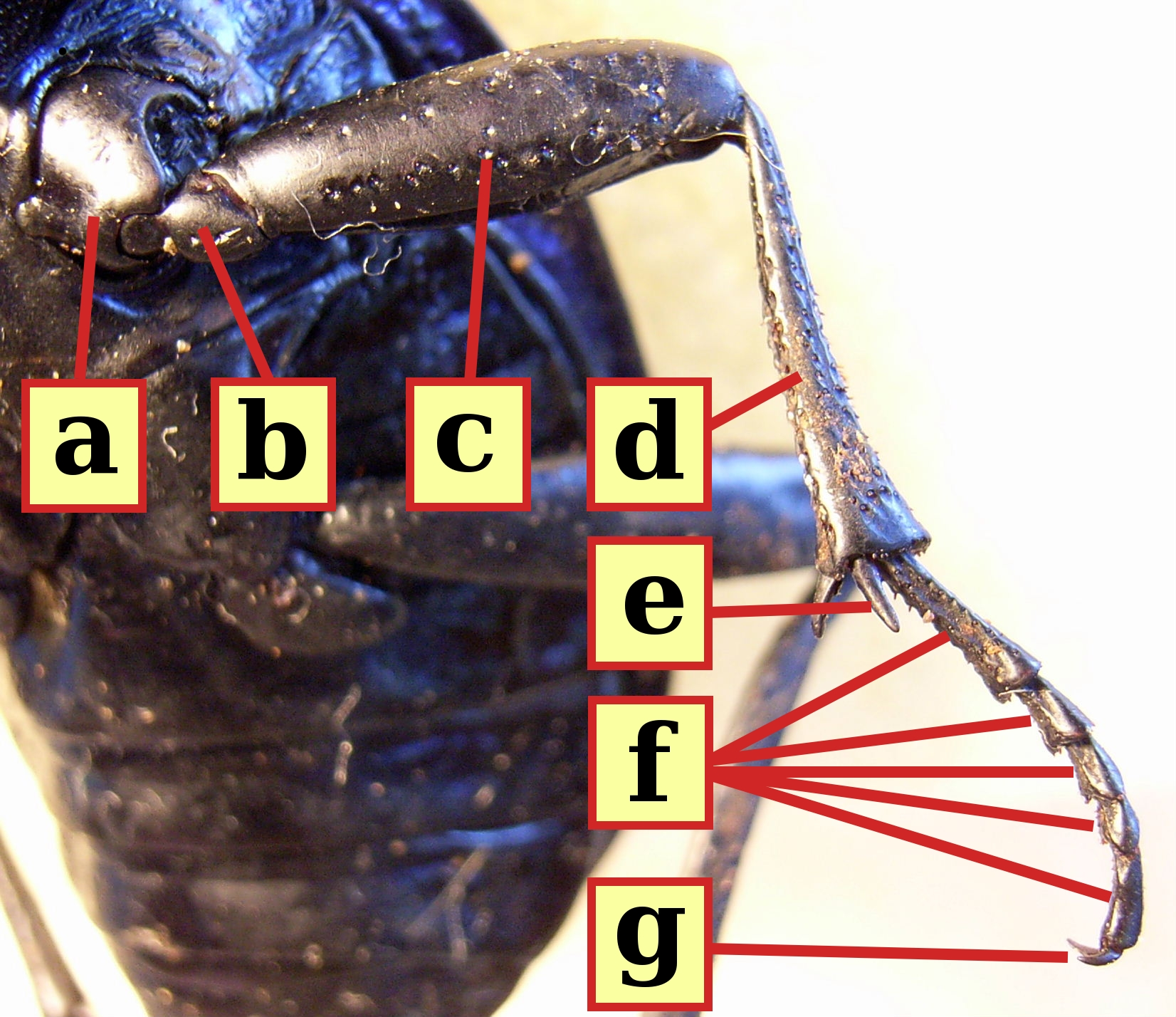
Zampa mesotoracica di un Coleottero. a: coxa; b: trocantere; c: femore; d: tibia; e: speroni; f: tarsomeri; g: unghie.

La zampa primitiva è costituita da una porzione libera e una fissa. Quella fissa, detta subcoxa, con il procedere dell'evoluzione è divenuta parte integrante del torace, originando le pleure e il trocantino, una struttura dell'esoscheletro del segmento toracico in cui si articola l'arto libero.
L'arto libero si presenta come un'appendice pluriarticolata e nettamente staccata dal torace. Gli articoli sono in grado di assumere posizioni reciproche differenti, grazie alla presenza di muscoli intrinseci ed estrinseci che agiscono in modo differenziato. Questo fa sì che le zampe possano svolgere la loro funzione in modo ottimale. Procedendo in senso prossimale-distale, gli articoli prendono rispettivamente le seguenti denominazioni:
- coxa o anca;
- trocantere;
- femore;
- tibia;
- tarso;
- pretarso;
- unghie.

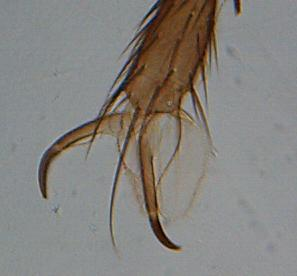
Pretarso di mosca, del quale sono visibili solo le unghie.

In generale gli articoli di maggiore sviluppo in lunghezza sono il femore e la tibia. La coxa e il trocantere sono generalmente brevi e isodiametriche. Il tarso è suddiviso in più articoli, detti tarsomeri. Il pretarso è in genere nascosto nell'ultimo tarsomero e ad esso si articolano le unghie. Nei diversi gruppi sistematici possono presentarsi marcate differenziazioni, come ad esempio lo sviluppo più marcato delle coxe o la presenza di appendici accessorie articolate al pretarso. In molti insetti è presente un processo spinoso, detto sperone, situato nella faccia ventrale dell'estremità distale della tibia. Strutture simili possono essere presenti anche sulla faccia dorsale. Gli speroni sono utili elementi di classificazione per alcuni Insetti, oppure coadiuvano la funzione dell'arto grazie ad una loro particolare conformazione.
Fra le appendici accessorie,  sono presenti frequentemente l'arolio, a forma di lobo, l'empodio, a forma di stilo, i pulvilli, a forma di lamina. L'empodio e l'arolio sono organi impari disposti fra le unghie, mentre i pulvilli sono organi pari inseriti sotto le unghie. Tali accessori servono nel complesso a migliorare la funzione ambulatoria delle zampe. Le unghie permettono infatti l'adesione a superfici scabrose, mente l'arolio e i pulvilli sono usati a guisa di ventosa facendo aderire l'insetto a superfici lisce, come ad esempio il vetro.
Di particolare importanza è il numero di tarsomeri in quanto usato spesso come elemento di determinazione sistematica. La forma, lo sviluppo dei vari articoli e la presenza di eventuali elementi morfologici particolari influiscono sulla funzionalità delle zampe, potenziandone quella primaria oppure adattandole a svolgere altre funzioni. Ne consegue una classificazione morfofunzionale che individua diversi tipi di zampe.

## Tipi morfofunzionali

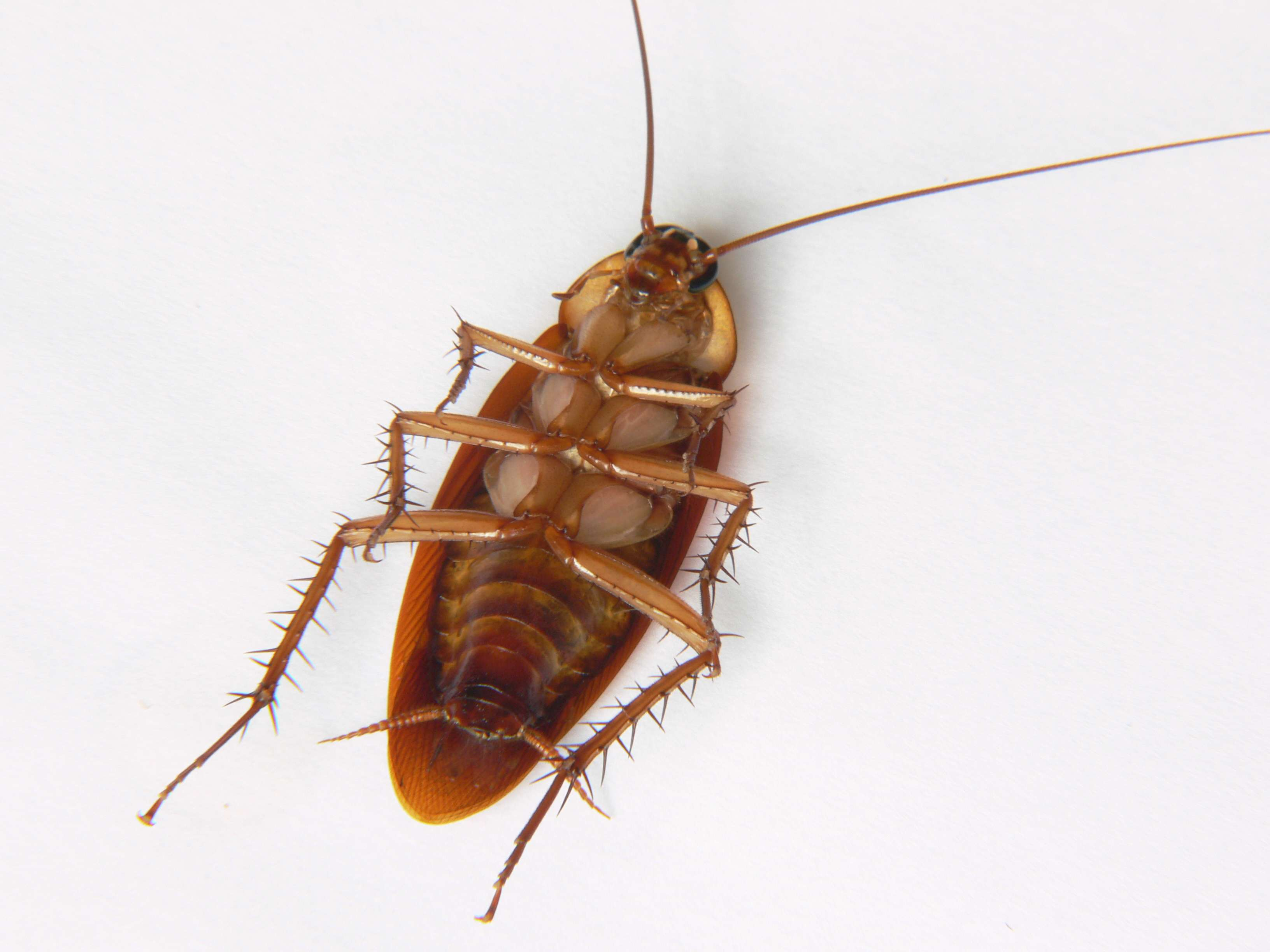
Zampe cursorie di blatta (Blattodea).

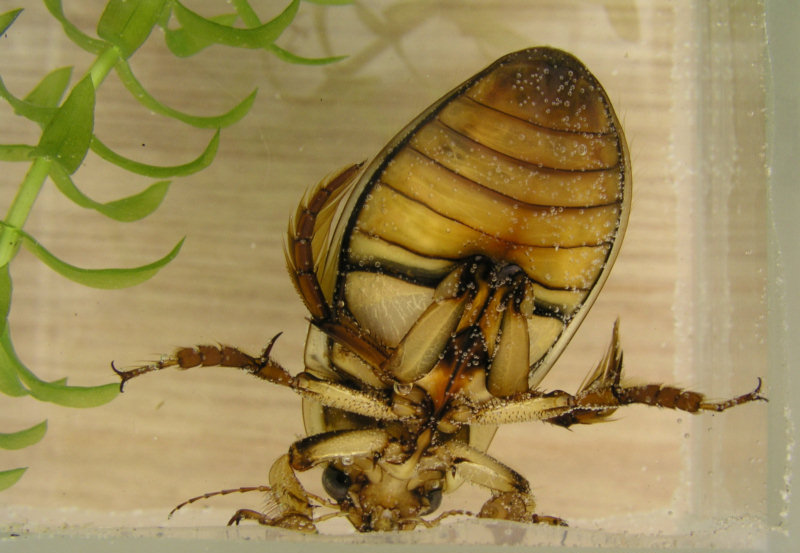
Zampe natatorie di ditisco (Coleoptera: Dytiscidae). Sono natatorie solo le posteriori.

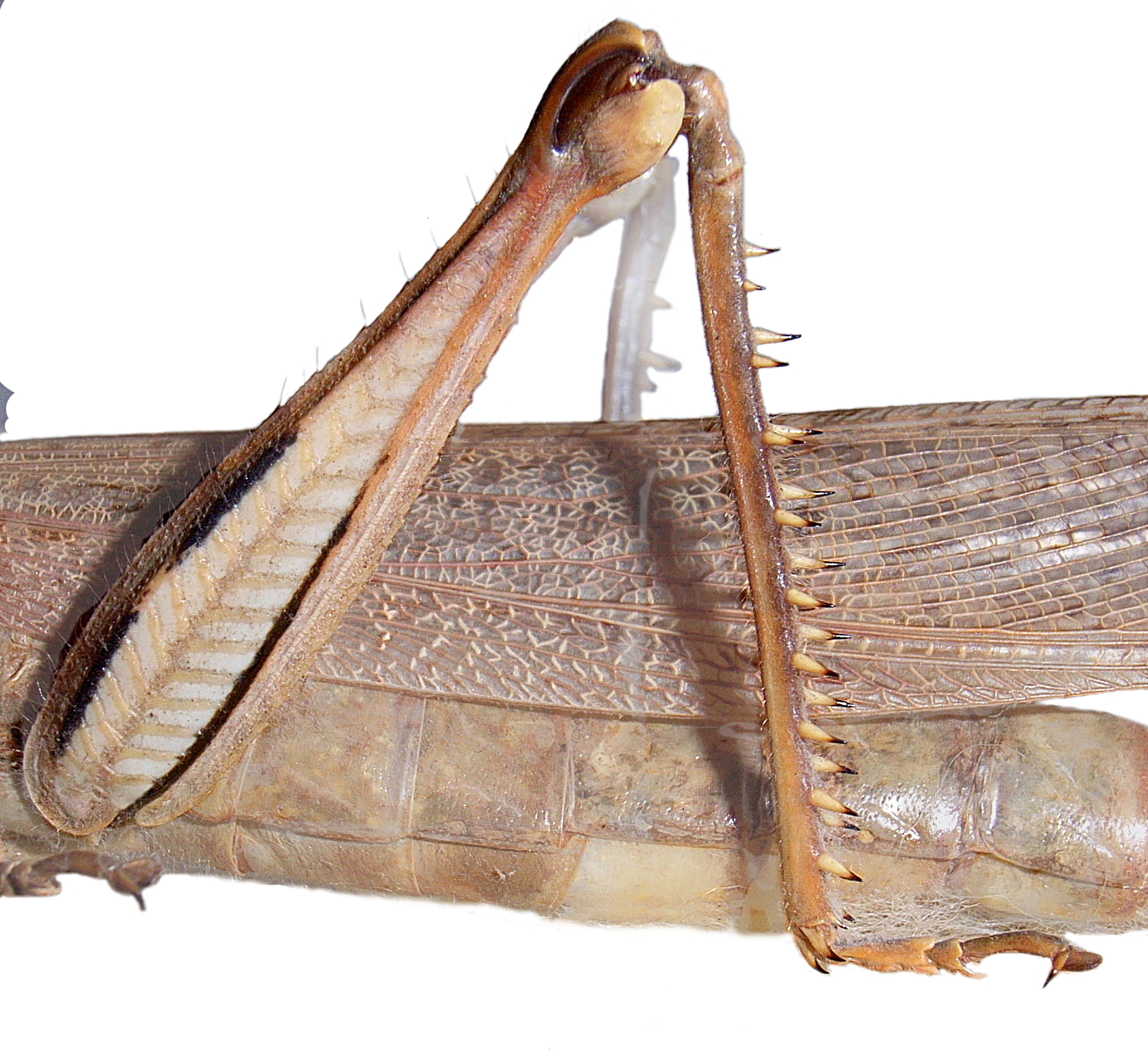
Zampa saltatoria di cavalletta (Orthoptera: Caelifera).

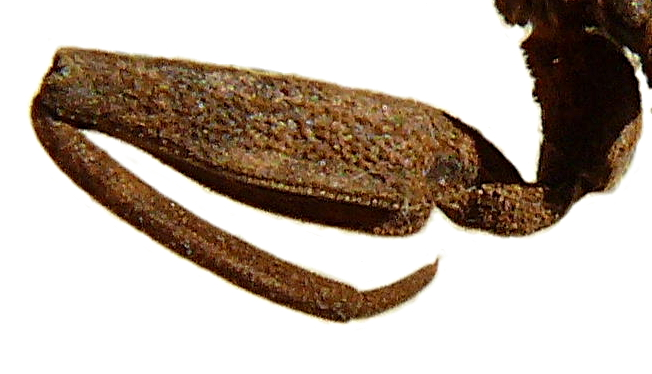
Zampa raptatoria di scorpione d'acqua (Rhynchota: Nepidae).

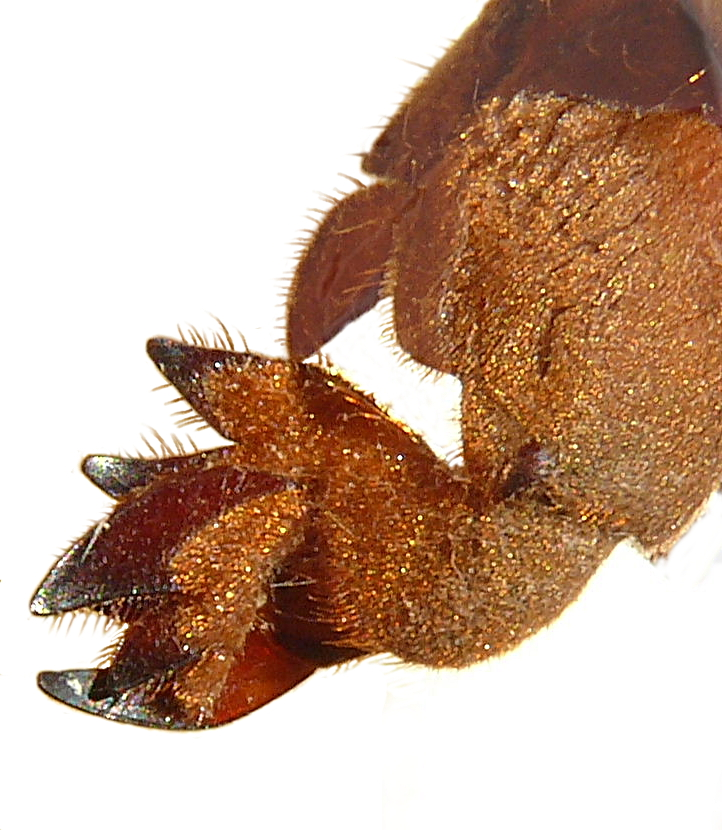
Zampa fossoria di grillotalpa (Orthoptera: Gryllotalpidae).

La funzione primaria delle zampe è la locomozione terrestre. Tale funzione si svolge - in generale - in concomitanza con la funzione del volo, perciò, negli insetti volatori, le zampe svolgono una funzione accessoria che ha lo scopo di fissare il corpo ad un supporto quando è in posizione di riposo e permettere spostamenti su spazi relativamente brevi. Nei cattivi volatori e negli insetti atteri o microtteri, le zampe diventano il principale organo di locomozione e vedono perciò potenziata la loro funzione.

### Zampe cursorie
La zampa cursoria o ambulatoria è il tipo morfofunzionale ordinario, quello adatto a svolgere la locomozione terrestre come funzione principale o come accessoria del volo. A rigore si distingue il tipo ambulatorio da quello cursorio, il primo adatto alla deambulazione, il secondo alla corsa. Le differenze morfologiche tra i due tipi sono tuttavia minime e la stessa distinzione tra deambulazione e corsa, nel caso degli insetti, non è ben definita. L'esaltazione della funzione si manifesta con un adattamento morfologico e anatomico che in generale consiste in un irrobustimento del tegumento e in un maggiore sviluppo delle masse muscolari.
Nel complesso le zampe cursorie si presentano slanciate, se non sottili, di lunghezza proporzionata, con coxe e trocanteri brevi e femori e tibie relativamente lunghi. I tarsi sono relativamente allungati, in genere composti da 5 tarsomeri, con unghie ben sviluppate, adatte a far presa sul supporto.
Insetti corridori, in cui la funzione cursoria è esaltata, rientrano frequentemente nella generalità dei Blattoidei e dei Formicidi, in molti Coleotteri e in alcune famiglie di Rincoti Eterotteri. Fra gli stadi giovanili, le zampe cursorie sono quelle tipiche delle larve campodeiformi, in cui spesso sono comprese forme zoofaghe predatrici.

### Zampe natatorie
La zampa natatoria è un adattamento che permette all'insetto di nuotare sotto la superficie. Questo adattamento non è molto frequente e si riscontra in alcune famiglie di Coleotteri (generalità dei Ditiscidi e dei Girinidi e in alcuni Idrofilidi) e di Rincoti Eterotteri (Notonette, Corixidi e Naucoridi), appartenenti alla divisione degli Hydrocoriomorpha o, secondo uno schema tassonomico alternativo, all'infraordine dei Nepomorpha.
Il tipo natatorio si differenzia per lo più nelle zampe posteriori. Si presenta con articoli più o meno allungati, di forma appiattita e, soprattutto, con i margini percorsi da serie di setole fitte e allungate. Questa conformazione fa sì che le zampe possano essere usate come remi, determinando la necessaria spinta nel mezzo liquido.

### Zampe saltatorie
La zampa saltatoria è un adattamento che permette all'insetto di spiccare salti, talvolta di notevole ampiezza rispetto alle dimensioni dell'animale. Questo adattamento è alquanto frequente e si riscontra, con caratteristiche morfologiche simili, in molti ordini: Ortotteri, Rincoti, Sifonatteri, Coleotteri, Imenotteri.
Il tipo saltatorio si evidenzia in genere con il marcato ingrossamento di alcuni articoli, per via dello sviluppo delle masse muscolari, che interessa per lo più il femore o la coxa o entrambi. La funzione è localizzata nelle zampe posteriori. L'arto è conformato in modo che l'articolazione femoro-tibiale, o quella coxo-trocanterica o entrambe, possano flettersi notevolmente ed essere distese rapidamente. Affinché questo sia possibile è necessaria una notevole forza muscolare, fornita dalle masse localizzate nelle coxe o nei femori.

### Zampe raptatorie
La zampa raptatoria è un adattamento che permette ad un insetto predatore di afferrare una preda e trattenerla mentre la divora con l'apparato boccale masticatore o ne aspira i fluidi interni con un apparato boccale pungente-succhiante. Questo adattamento si riscontra, spesso con caratteristiche morfologiche simili, nella generalità dei Mantoidei e degli Odonati, in alcuni Neurotteri (Mantispidi), in alcuni Rincoti Eterotteri (Reduvidi, Nabidi, Nepidi, Notonete), in alcuni Imenotteri distribuiti in varie famiglie.
Il tipo raptatorio interessa esclusivamente le zampe anteriori. La conformazione più comune mostra articoli particolarmente allungati, comprese le coxe, e muscolatura e articolazioni atte a far scattare rapidamente in avanti l'arto. Il femore e la tibia sono fra loro opponibili e portano si lati ventrali processi spinosi, conferendo nel complesso una capacità prensile. Questa conformazione fa perdere del tutto l'originaria funzione dell'arto, perciò le zampe raptatorie, non adatte per la locomozione, sono in genere sollevate in avanti durante la deambulazione.

### Zampe fossorie
La zampa fossoria è un adattamento che permette agli insetti terricoli di scavare nel terreno usandola come una pala. Gli insetti con tipica zampa fossoria sono gli Ortotteri della famiglia Grillotalpidi, così denominati per la forte somiglianza della forma delle zampe anteriori con quelle della Talpa. Le zampe sono infatti conformate in modo da scavare il terreno, sotto la superficie, compiendo dei movimenti che vanno all'indietro e verso i lati rispetto alla direzione di avanzamento. Zampe fossorie sono presenti anche in varie specie Coleotteri, spesso coprofagi, compresi nelle famiglie Isteridi e Scarabeidi.
Il tipo fossorio interessa la zampa anteriore. Si presenta con articoli robusti, tozzi e appiattiti, recanti in varia posizione processi spinosi atti a migliorare la funzione di scavo. Le più profonde modificazioni riguardano la tibia, fortemente appiattita e slargata, e il tarso ridotto. Nel Grillotalpa il tarso si riduce ad un elemento simile ad un robusto unghione che si associa ad altri processi della tibia, di forma simile, simulando nel complesso le unghie delle zampe delle talpe.

## Adattamenti negli Apoidei

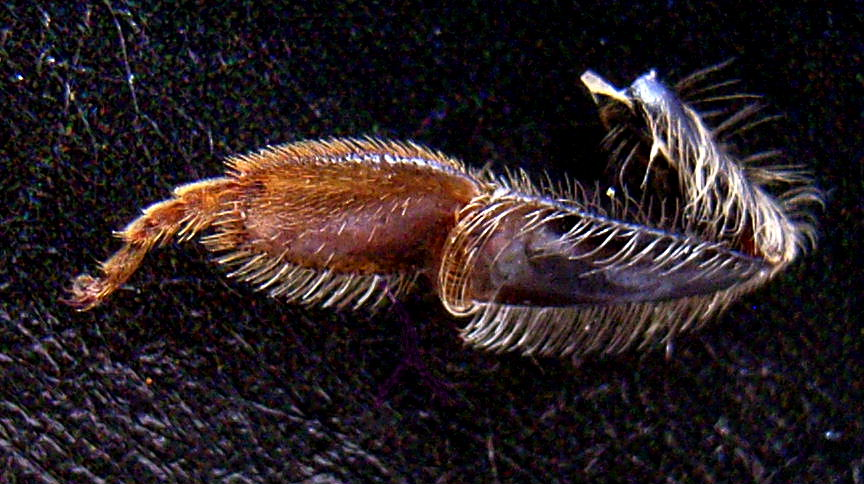
Zampa posteriore dell'ape (lato esterno). I due articoli più sviluppati sono, rispettivamente, il primo tarsomero (a sinistra) e la tibia (a destra). Sulla tibia sono evidenti le due serie di setole che delimitano la cestella.

Gli Apoidei, fra cui rientrano le notissime api, hanno zampe di tipo fondamentalmente ambulatorio, ma che presentano particolari formazioni finalizzate a raschiare il polline attaccato al corpo e raccoglierlo in un vero e proprio organo di trasporto localizzato nelle tibie posteriori. Una particolare caratteristica degli Apoidei è l'eccezionale sviluppo del primo tarsomero, molto più grande dei successivi.
La stregghia è un particolare adattamento della zampa anteriore, in corrispondenza del primo tarsomero e della tibia, ed ha lo scopo di facilitare la pulizia delle antenne. Il lato ventrale del primo tarsomero, in prossimità dell'articolazione tibio-tarsale, presenta un incavo semicircolare rivestito da una serie di brevi setole, che simulano una spazzola. La chiusura dell'articolazione tibio-tarsale fa in modo che lo sperone distale della tibia si opponga all'apertura dell'incavo chiudendo un lume subcircolare in cui viene fatta passare l'antenna. Lo sperone, in questo modo, esercita una spinta che costringe l'antenna a scorrere dentro l'incavo del tarsomero, mentre le setole raschiano il polline rimasto attaccato alle antenne.

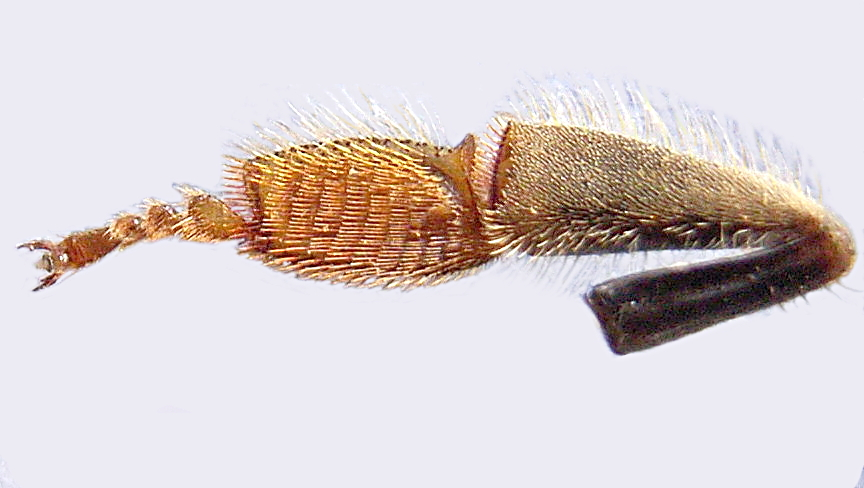
Zampa posteriore dell'ape (lato interno). Sul primo tarsomero sono evidenti le serie trasversali di setole che formano la spazzola.

La cestella è una concavità presente sulla faccia esterna delle tibie posteriori, sui cui margini sono inserite setole rade e lunghe. L'insetto spazzola il polline dal corpo, aiutandosi con le zampe anteriori e quelle posteriori e lo inumidisce compattandolo sulla cestella; le setole hanno naturalmente la funzione di formare una gabbia che trattiene il polline. Questa struttura si evidenzia in particolare quando le operaie bottinatrici tornano al nido o all'alveare: il polline raccolto si presenta in forma di due masserelle globose, di colore generalmente giallastro, più o meno aranciato, ai lati delle zampe posteriori.
La spazzola è una serie di setole fitte e robuste, disposte in più file trasversali sulla faccia interna del primo tarsomero delle zampe posteriori. È usata per raschiare il polline dal torace, dalle ali e dall'addome.

## Locomozione

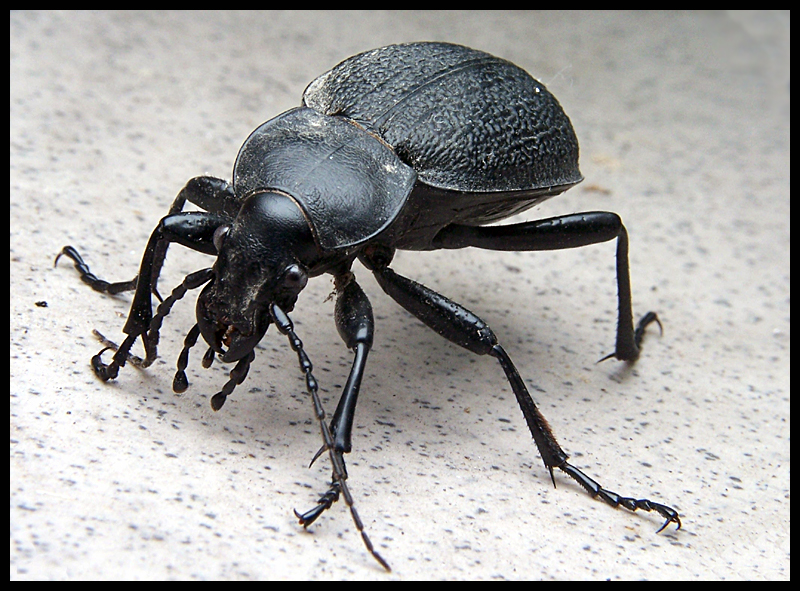
Apparentemente goffi, i Carabi sono in realtà eccezionali camminatori, in grado di muoversi senza difficoltà anche su superfici molto irregolari grazie alle loro zampe slanciate ma robuste.

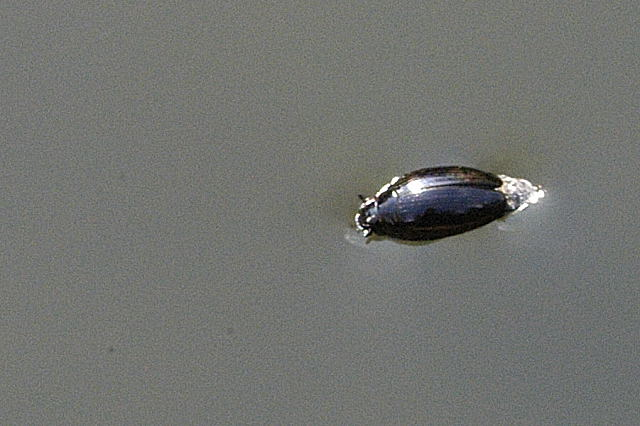
I Girinidi sono dei veri e propri motoscafi viventi: usando le loro brevi zampe natatorie nuotano velocemente a pelo libero, compiendo pittoreschi caroselli.

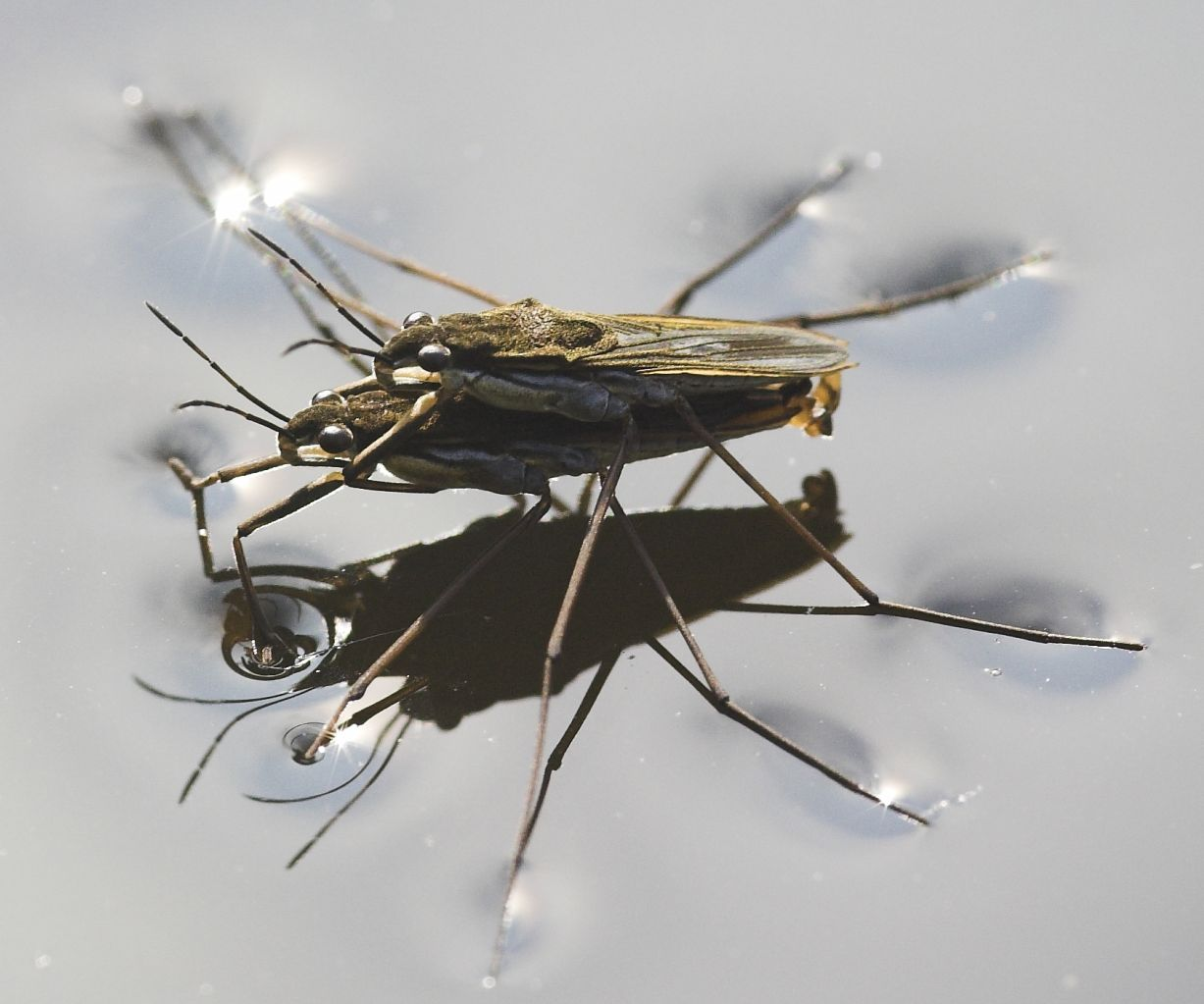
I Gerridi sono tra i pochi animali che possono permettersi l'esperienza di accoppiarsi "camminando" sull'acqua!

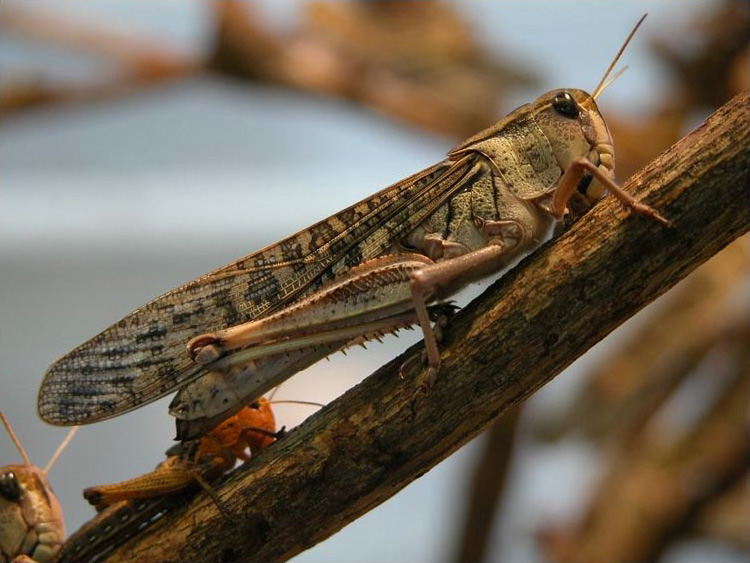
Goffi volatori, le Cavallette riescono spostarsi anche su grandi distanze generalmente combinando il poderoso salto con brevi voli.

Dati gli svariati ambienti popolati dagli Insetti, esistono varie forme di locomozione, alcune piuttosto frequenti, altre meno. Quelle più frequenti consistono nella locomozione terrestre propriamente detta, che si manifesta con la deambulazione o con la corsa.

### Ambulazione e corsa
Sia nella deambulazione sia nella corsa, l'insetto appoggia tre zampe per volta, quelle anteriori e posteriori di un lato e quella mediana dell'altro. Procedendo in questo modo, l'insetto non ha un vero e proprio andamento rettilineo, ma leggermente a zigzag, evidenziato spesso da particolari posture del corpo. Le tre paia di zampe svolgono funzioni differenti: quelle anteriori di trazione, quelle posteriori di spinta, quelle mediane di appoggio. La corsa si differenzia dalla deambulazione per la maggiore velocità con cui sono mosse le zampe.
Di particolare importanza sono gli adattamenti del pretarso che permettono l'adesione delle zampe al substrato su cui l'insetto staziona o si muove. Le unghie sono adatte per far presa sulle superfici ruvide, talvolta conformate anche per esercitare una funzione prensile e permettere spostamenti negli ambienti più ardui come ad esempio la copertura pelosa dei Mammiferi o gli steli delle piante. Ancora più spettacolare è la proprietà degli insetti di aderire e camminare velocemente su superfici molto lisce, come ad esempio il vetro. Questa proprietà si deve alla presenza dell'arolio e dei pulvilli, usati come ventose. Le ipotesi sul meccanismo di adesione sono controverse, in quanto attribuiscono la causa alla tensione superficiale di un liquido secreto dall'arolio oppure a forze d'interfaccia che rientrano nei fenomeni delle interazioni superficiali.

### Movimento nell'acqua
La locomozione nel mezzo liquido con il nuoto vero e proprio non è un comportamento molto diffuso, in quanto l'acqua si presenta un mezzo eccessivamente viscoso per gli insetti. Richiede la presenza di zampe natatorie e una conformazione del corpo idrodinamica. In ambiente sommerso è invece più frequente la deambulazione sul fondo e sui vegetali, che interessa sia insetti adulti (fra i Rincoti e fra i Coleotteri) sia forme preimmaginali (fra gli Odonati, i Neurotteri, Ditteri, ecc.).
Una caratteristica locomozione nel mezzo liquido è quella che permette ad alcuni insetti di "camminare" scivolando sull'acqua. Questa proprietà, tipica dei Rincoti Eterotteri della divisione Amphibiocoriomorpha (Gerridi, Idrometridi e Veliidi) è dovuta alla notevole leggerezza dell'insetto e alle zampe lunghe e sottili che poggiano sull'acqua con i tarsi senza romperne la continuità sfruttando la tensione superficiale.

### Salto
La funzione del salto si esercita con la flessione di due parti del corpo e la brusca distensione, per mezzo di potenti muscoli, che permette di spiccare il salto usando un punto d'appoggio sul supporto come fulcro. Questo meccanismo si svolge in genere per mezzo di zampe saltatorie. La maggior parte degli insetti saltatori sfrutta l'articolazione femoro-tibiale e la muscolatura del femore; altri insetti, sfruttano invece l'articolazione coxo-trocanterica e la muscolatura localizzata nelle coxe. Ancora più complesso è il meccanismo del salto nei Sifonatteri (pulci), che sfrutta l'azione combinata delle masse muscolari dei femori e delle coxe rispettivamente sulle articolazioni femoro-tibiale e coxo-trocantere-femorale. A prescindere dalla conformazione morfo-anatomica, le zampe saltatorie sfruttano, come perno, il punto di appoggio del tarso sul supporto, sul quale si scarica la spinta originata dall'istantanea distensione delle suddette articolazioni.
Singolari meccanismi di salto, che non interessano le zampe, si rinvengono nelle larve di molti Ditteri Brachiceri e negli adulti dei Coleotteri Elateridi. Molte larve di Brachiceri, apode, flettono il corpo afferrando con l'apparato boccale l'estremità caudale del corpo mettendo in tensione la muscolatura toracica e addominale; il brusco rilascio permette all'intero corpo di agire come una molla spiccando il salto. Nel prosterno degli Elateridi è presente un processo che può essere alloggiato in una fossetta del mesosterno; quando l'insetto è rovesciato sul dorso, flette il corpo in corrispondenza della membrana intersegmentale che collega il protorace al mesotorace, facendo incastrare il processo prosternale nella fossetta mesosternale; la tensione muscolare e il brusco rilascio permette all'insetto di spiccare un salto e riacquistare la posizione corretta.
Il meccanismo di salto degli Elateridi, in realtà, non è un vero mezzo di locomozione, bensì un adattamento che permette loro di riacquistare la posizione prona quando sono accidentalmente rovesciati sul dorso. Per capire il vantaggio di questo adattamento si può osservare il comportamento di un Coleottero Carabide quando viene rovesciato sul dorso: l'insetto agita disperatamente le zampe contorcendosi ma senza riuscire a riprendere la posizione prona.

### Movimento nelle mine
Un vasto ed eterogeneo raggruppamento di insetti, detti minatori, vive all'interno di gallerie (mine) scavate generalmente all'interno di tessuti vegetali, secondo i casi nei frutti, nelle foglie, negli steli, sotto la corteccia o nello stesso legno. Il movimento all'interno della mina avviene con meccanismi diversi, ai quali le zampe partecipano solo in parte. Nel movimento può infatti prendere parte attiva la trazione esercitata per mezzo della muscolatura longitudinale del corpo, usando come organi di presa l'apparato boccale ed eventuali prominenze del tegumento.

## Altre funzioni

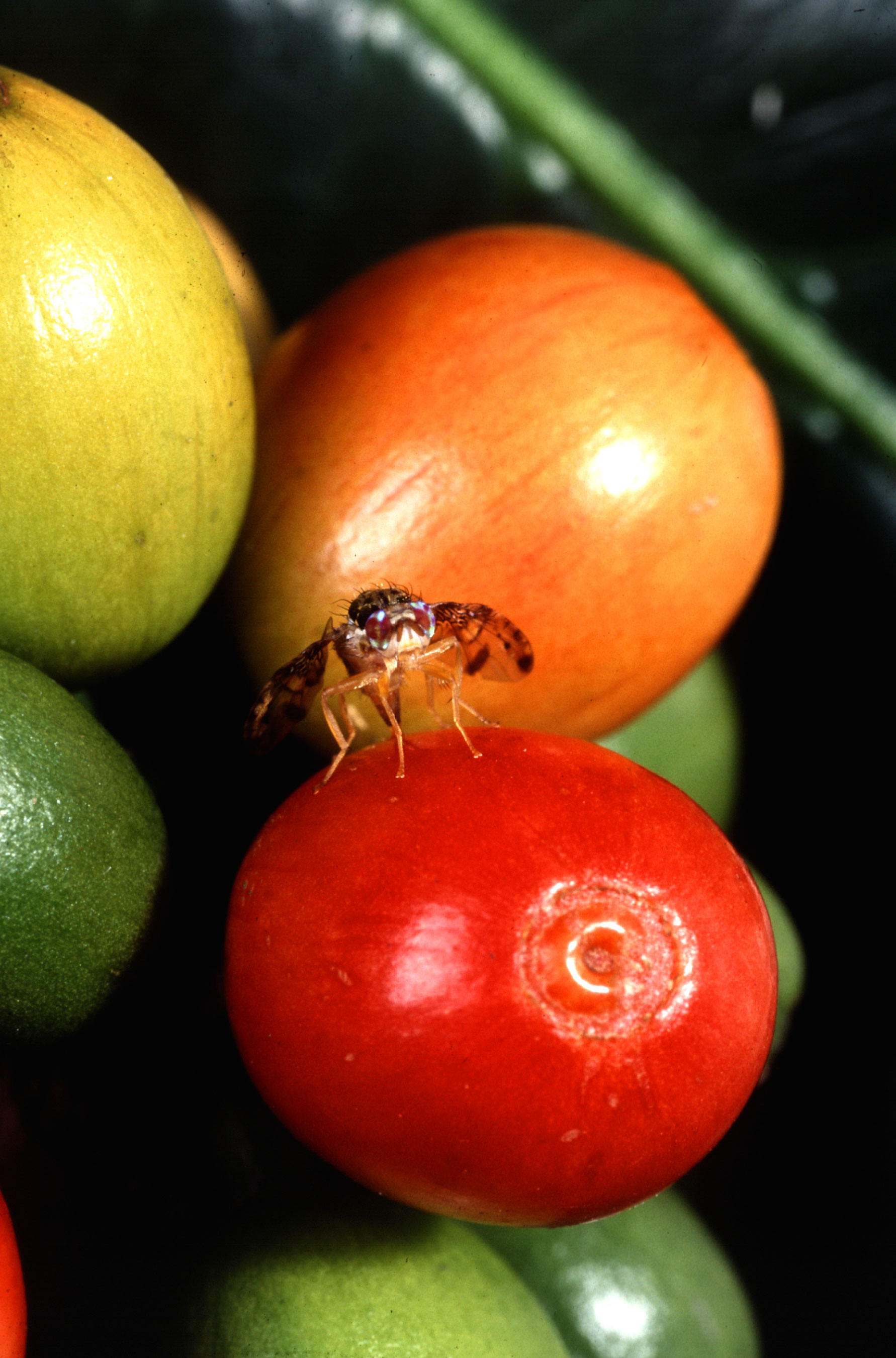
Grazie ai sensilli gustativi posizionati sui tarsi, le mosche della frutta saggiano la superficie dei vegetali, prima di deporre le uova, per scegliere l'ambiente più adatto per le future larve.

Alle funzioni descritte in precedenza possono associarsi funzioni secondarie che sono comunque di grande importanza nella vita di relazione dell'insetto. Fra queste, in particolare, va segnalata la localizzazione di sensilli, per cui le zampe concorrono in modo non trascurabile a fornire all'insetto una complessa percezione dell'ambiente esterno. Fra gli organi sensoriali si citano i meccanorecettori, di differenti tipi, che possono localizzarsi sui femori o sulle tibie, attraverso i quali l'insetto può percepire suoni di determinate frequenze o vibrazioni del supporto su cui si appoggia. Nei tarsi possono localizzarsi anche sensilli gustativi, presenti in Lepidotteri e Ditteri: questi chemiorecettori reagiscono al dolce e al salato e curiosamente permettono all'insetto di "assaggiare" la superficie su cui si posa semplicemente camminandoci sopra.
Fra le funzioni secondarie rientra anche l'emissione dei suoni. L'uso delle zampe nella produzione di suoni si basa su meccanismi differenti secondo il gruppo sistematico, ma in generale consiste nello sfregamento reciproco di appendici dell'arto o di queste con altre parti del corpo. Ad esempio, gli Ortotteri Celiferi presentano sulla faccia interna dei femori posteriori una serie di rilievi: in questi insetti il suono è prodotto sfregando i femori sulle ali anteriori sclerificate (tegmine).